# Færøske lagtingsmedlemmer 2019-2022
Liste over færøske lagtingsmedlemmer 2019-2022. Siden 2008 har Lagtinget på Færøerne haft 33 valgte medlemmer. Alle er valgt ved personstemmer på partilister i én valgkreds. Lagtingsvalget 2019 blev afholdt den 31. august 2019. De 33 valgte er følgende personer:
|  | Navn                              | Parti             | Stemmer | Bemærkninger |
|  | --------------------------------- | ----------------- | ------- | --- |
|  | Aksel V. Johannesen               | Javnaðarflokkurin | 2327    | |
|  | Bárður á Steig Nielsen            | Sambandsflokkurin | 1220    | Lagmand fra 2019, Jaspur Langgaard møder som suppleant. |
|  | Høgni Hoydal                      | Tjóðveldi         | 1209    | |
|  | Beinir Johannesen                 | Fólkaflokkurin    | 995     | |
|  | Jacob Vestergaard                 | Fólkaflokkurin    | 779     | Minister fra 2019. Heðin Zachariasen møder som suppleant. |
|  | Jørgen Niclasen                   | Fólkaflokkurin    | 724     | Minister fra 2019. Annika Olsen mødte som suppleant i en dag, hvorefter hun fik orlov, mens hun er borgmester i Tórshavns kommune til 31. december 2020. Jóhan Eli Lyngvej Poulsen møder som suppleant.           |
|  | Jógvan á Lakjuni                  | Fólkaflokkurin    | 680     | Lagtingsformand fra 2019. |
|  | Christian Andreasen               | Fólkaflokkurin    | 583     | |
|  | Magnus Rasmussen                  | Sambandsflokkurin | 575     | |
|  | Jákup Mikkelsen                   | Fólkaflokkurin    | 549     | |
|  | Ingilín Didriksen Strøm           | Javnaðarflokkurin | 543     | |
|  | Helgi Abrahamsen                  | Sambandsflokkurin | 498     | Minister fra 2019. Erhard Joensen møder som suppleant. |
|  | Sirið Stenberg                    | Tjóðveldi         | 491     | |
|  | Jenis av Rana                     | Miðflokkurin      | 472     | Minister fra 2019. Steffan Klein Poulsen møder som suppleant. |
|  | Kaj Leo Holm Johannesen           | Sambandsflokkurin | 468     | Minister fra 2019. Edva Jacobsen møder som suppleant. |
|  | Uni Rasmussen                     | Fólkaflokkurin    | 464     | |
|  | Elsebeth Mercedis Gunnleygsdóttur | Fólkaflokkurin    | 461     | Minister fra 2019. Brandur Sandoy møder som suppleant. |
|  | Henrik Old                        | Javnaðarflokkurin | 443     | |
|  | Heðin Mortensen                   | Javnaðarflokkurin | 425     | |
|  | Bjørt Samuelsen                   | Tjóðveldi         | 406     | |
|  | Bill Justinussen                  | Miðflokkurin      | 371     | |
|  | Frimodt Rasmussen                 | Sambandsflokkurin | 356     | |
|  | Djóni Nolsøe Joensen              | Javnaðarflokkurin | 352     | |
|  | Kristina Háfoss                   | Tjóðveldi         | 346     | Søger orlov fra lagtinget fra 1. februar 2021, da hun starter som direktør for Nordisk Råd. Páll á Reynatúgvu møder som suppleant.                                                                                |
|  | Rósa Samuelsen                    | Sambandsflokkurin | 314     | |
|  | Beinta Løwe                       | Tjóðveldi         | 299     | |
|  | Kristin Michelsen                 | Sjálvstýri        | 298     | |
|  | Hervør Pálsdóttir                 | Tjóðveldi         | 289     | |
|  | Jóhannis Joensen                  | Javnaðarflokkurin | 284     | |
|  | Bjarni K. Petersen                | Framsókn          | 280     | |
|  | Johan Dahl                        | Sambandsflokkurin | 277     | |
|  | Bjarni Hammer                     | Javnaðarflokkurin | 271     | |
|  | Poul Michelsen                    | Framsókn          | 271     | Valgte at forlade Lagtinget i marts 2020, efter 30 år i politik, og efter at han fik en hjerneblødning i efteråret 2019, kom sig ret godt, men mente ikke selv, at han kunne fortsætte. Ruth Vang møder i stedet. |

Kilde: 